# Solidificació
La solidificació o congelació és un canvi de fase, un procés físic que consisteix en el canvi d'estat de la matèria de líquid a sòlid quan la temperatura s'abaixa per sota del punt de fusió. Això es pot fer refredament, el més habitual, per augment de la pressió o per una combinació d'aquests dos fenòmens. És el procés invers a la fusió.
La solidificació es fa generalment per precipitació, es formen de microestructures sòlides dins del líquid i després el creixement d'aquestes estructures. A una pressió constant, la solidificació de materials purs es fa a temperatura constant, la calor alliberada per la solidificació (calor latent de fusió) compensa la calor perduda pel refredament.
Tots els líquids coneguts, excepte l'heli líquid, es solidifiquen quan la temperatura s'abaixa prou. L'heli líquid roman líquid a la pressió d'una atmosfera fins i tot a temperatura del zero absolut, i es pot solidificar només sota pressió. Per a moltes substàncies, els punts de fusió i solidificació són la mateixa temperatura; tanmateix, certes substàncies tenen temperatures de transició sòlid–líquid diferents. Per exemple, l'agarosa mostra histèresi en el seu punt de temperatura fusió i solidificació. Es fon a 85 °C (185 °F) i solidifica de 31 °C a 40 °C (89.6 °F to 104 °F).

## Cristal·lització
La majoria de líquids es solidifiquen (congelen) per cristal·lització, formació de sòlids cristal·lins des d'un líquid uniforme. Això és una fase de transició de primer ordre termodinàmic, cosa que significa que, durant la coexistència de sòlid i líquid, la temperatura d'equilibri del sistema roman igual al punt de fusió. La cristal·lització costa de dos esdeveniments principals: la nucleació i el creixement de cristalls.

## Sobrerefredament (supercooling)
Tot i la segona llei de la termodinàmica la cristal·lització dels líquids purs normalment comença a una temperatura més baixa que el punt de fusió, a causa de l'alta energia d'activació de la nucleació homogènia. La congelació no comença fins que la temperatura és prou baixa per a proporcionar prou energia per a formar nuclis estables. El punt de fusió de l'aigua a una atmosfera de pressió està molt a prop dels 0 °C (273.15 K), i en presència de substàncies nucleadores, el punt de congelació de l'aigua està prop el punt de fusiót, però en absència de nucleadors l'aigua es pot sobrerefredar a -40;°C (233 K) abans de congelar-se. Sota gran pressió (2,000 atmosferes) l'aigua se sobrerefredarà a temperatura tan baixa com -70 °C (203 K) abans de congelar-se.

## Exotermicitat
La congelació és un procés exotèrmic, cosa que significa que com a canvi de líquid a sòlid, s'allibera calor i pressió. L'energia alliberada en la congelació és un calor latent, i és coneguda com a entalpia de fusió que és exactament la mateixa que l'energia necessària per fondre la mateixa quantitat del sòlid.

## Vitrificació
Certs materials com el vidre i el glicerol, es poden endurir sense cristal·litzar; se'n diuen sòlids amorfs. Els materials amorfs, com també alguns polímers, no tenen un veritable punt de congelació i en canvi tenen un canvi gradual en les seves propietats de viscoelasticitat. Aquests materials tenen com a característica la transició vítria que ocorre a una temperatura determinada.

## Congelació en els organismes vius
Molts organismes viues poden tolerar perllongats períodes amb temperatures per sota del punt de congelació de l'aigua. Molts d'ells acumulen crioprotectors amb proteïnes anticongelants, poliols i glucosa per a protegir-se contra el dany per glaçada causat pels esmolats cristall de gel. La majoria de les plantes, de les zones de clima temperat, poden resistir sense danys temperatures de -4 a -12 °C i les de climes més freds encara les temperatures molt mésbixes. Certs bacteris, especialment Pseudomonas syringae, produeixen proteïnes especialitzades que serveixen de nucleadors de gel potents, i formen gel a la superfície de les plantes ja a -2 °C. Aquesta congelació fa ferides en els epitelis de les plantes i fa que els nutrients que es troben per sota d'aquest teixits es trobin a l'abast del bacteri.

### Bacteris
S'ha comprovat que Tres espècies de bacteris: Carnobacterium pleistocenium, Chryseobacterium greenlandensis i Herminiimonas glaciei, reviuen després d'haver passat milers d'anys congelats sota el gel.

### Plantes
Moltes plantes experimenten un procés anomenat enduriment, el qual les permet sobreviure a temperatures per sota de 0 °C durant setmanes o mesos.

### Animals
El nematode Haemonchus contortus pot sobreviure 44 semanes congelat a la temperatura del nitrogen líquid. Altres nematodes que també poden sobreviure per sota dels 0 °C inclouen les espècies Trichostrongylus colubriformis i Panagrolaimus davidi. Moltes espècies de rèptils i amfibis poden sobreviure congelats.
Els gàmetes humans i les cèl·lules 2-, 4- i 8- dels embrions podrien sobreviure congelats i ser vibles per més de 10 anys en un procés anomenat crioprotecció.
La criònica són els intents experimentals de congelar éssers humans per a fer los reviure més tard.

## Conservació d'aliments
La congelació és un mètode comú de conservar els aliments que fa que la degradació i el creixement de microorganismes quedi alentida. A més d'abaixar la taxa de les reaccions, també fa que l'aigua estigui menys disponible pel creixement dels bacteris.

## Taula
Aquesta taula mostra les transicions de fase de la matèria, indicant com s'anomena el canvi d'estat en cada cas.
|        | Sòlid              | Líquid      | Gas          | Plasma     |
| ------ | ------------------ | ----------- | ------------ | ---------- |
| Sòlid  |                    | Fusió       | Sublimació   |            |
| Líquid | Solidificació      |             | Vaporització |            |
| Gas    | Sublimació inversa | Condensació |              | Ionització |
| Plasma |                    |             | Recombinació |            |